# Tricholome jaunissant
Tricholoma scalpturatum
Espèce
Tricholoma scalpturatum, le Tricholome jaunissant, est une espèce de champignons basidiomycètes comestibles de la famille des Tricholomataceae. C'est une des nombreuses espèces du genre Tricholoma, dans le phylum des Basidiomycota, dans l'ordre des
Agaricales et dans la famille des Tricholomataceae.

## Description
De saveur douce et à l'odeur farineuse. Avec l'âge, les lames jaunissent puis le chapeau jaunit aussi .

## Chapeau
Chapeau plutôt grand (de 2 à 6 cm de diamètre), peu charnu, gris beige, squamuleux sur le dessus.

## Lames
Lames blanches, inégales, fragiles, devenant jaune chez les spécimens âgés. Les spores sont blanches.

## Pied (stipe)
Ne se sépare pas du chapeau, cylindrique mesurant 6 à 7 cm de haut sur 1 à 2 cm de diamètre, cylindrique, il est blanchâtre, cassant, gris puis jaune avec l'âge. Il a une consistance fibrilleuse, avec présence d'une cortine peu visible (conique à campanulé s'étalant avec l'âge, gris clair sur fond beige) .

## Chair
Fragile, blanche à grisâtre. Odeur et saveur de farine fraiche.

## Habitat et répartition
Cet ectomycorhizien est plutôt commun dans son aire de répartition (champignon européen et nord-américain).

On le considère comme ubiquiste et généraliste ; il est associé à des essences et habitats variés (forêts mono- ou pluri-spécifiques, ripisylves et parfois…). Ses ectomycorhizes l'associent aussi bien à des « gymnospermes » (pin, épicéa…) qu'à des « angiospermes » (peuplier, bouleau, chêne…).

On le trouve souvent près des saules.
Il a été exporté en Australie.

## Reproduction et capacité de dispersion
Cette espèce, à reproduction par mycélium et/ou sexuée produit quand elle fructifie de grandes quantités de spores (« plusieurs milliards pour un même carpophore »  aéroportés Ingold, 1971 mais on a montré par des études génétiques qui mettent en évidence des sous-populations proches et génétiquement très différentiées, que pour beaucoup d'espèces des barrières physiques ou écologiques limitent souvent la dispersion de spores viables. 
La capacité de dispersion de nombreux champignons varie en effet beaucoup selon la fragilité de leurs spores, et selon le contexte (météo, humidité, substrat, présence d'insectes ou autres organismes vecteurs de spores) l'avènement de perturbations dans un écosystème (chablis, incendies, inondations, sècheresses, agression par des herbivores...).
Elle concerne les spores, mais dans les bassins versants des troncs d'arbres et branches emportées par les cours d'eau peuvent en quelques jours transporter du bois porteur de champignons sur des centaines de km (toujours dans le sens amont → aval).

Depuis que l'homme transporte du bois par bateau, péniche, camion, les transports ont aussi contribué à diffuser les spores de champignons à grande distance. 

Comme cette espèce est utile et nécessaire au bon déroulement du cycle forestier (espèce ectomycorhizatrice, notamment du peuplier noir en forte régression en Europe), il était utile de connaitre sa capacité de dispersion. Elle a été étudiée en France (2008 ) sur la base de la mesure de la variabilité intra-spécifique génétique de la morpho-espèce T. scalpturatum, mais sans pouvoir encore mesurer le taux d'hétérozygotie (ce qui permettrait de mieux étudier l'écologie des populations et la démographie de l'espèce et notamment la taille efficace (Ne ; ou Nombre d’individus d'une population participant effectivement à la reproduction).

## Usages
À la différence d'autres champignons mycorhiziens et ectomycorhiziens, utilisés en génie écologique pour faciliter la renaturation par le boisement (ex : Cantharellus formosus, Dunham et al., 2003; Tuber magnatum, Rubini et al., 2005; Tricholoma matsutake, Lian et al., 2006), T. scalpturatum ne semble pas avoir été testé pour faciliter la revégétalisation ou doper la croissance d'arbres de production commerciale.

## Synonyme
- Tricholoma argyraceum